# Мечеть Ходжа Ахрар Вали
Мечеть Ходжа Ахрар Вали узб. Xoʻja Axror Vali masjidi или Мечеть Джами узб. Jome' masjidi- основа ансамбля Регистан в районе площади Чорсу. Единственный ташкентский образец Пятничной мечети дворового типа, распространенного в Средней Азии в позднем Средневековье.

## Описание
Главное здание имеет форму куба, перекрытого куполом с четырьмя оконцами в невысоком цилиндре. На восточной стене, обращенной во двор, прорезана крупная арка. Кайма арок и ниш у входного проема — стрельчатая, что не характерно среднеазиатскому абрису, скорее готическому. Планировка мечети прямоугольная с крупным зданием в конце продольной оси восток-запад.

## История
Первое здание ташкентской Джума мечети (узб. Juma masjidi) (Главной пятничной мечети) было построено в 1451 году на средства Шейха Убайдуллы Ходжи Ахрара (узб. Ахрора) (1404—1490).
Убайдулла Ахрар — великий мастер суфизма, руководитель Мусульманского духовенства, готовясь к переезду, приказал построить большую пятничную мечеть и медресе в древней ташкентской махалле Гульбазар. В местных легендах утверждают, что денежные средства на строительство Убайдулла выручил от продажи «ниточек-обрезков», которые остаются после разреза ткани на стандартные куски.
Главная пятничная мечеть была построена на холме; поэтому можно было видеть это величественное здание с большого расстояния. С того времени и до сегодняшних дней люди называют эту мечеть, мечетью Убайдуллы Ахрора, в память о нём.
В 1868 г. мечеть была сильно повреждена разрушительным землетрясением. К 1888 году Джума-мечеть была отремонтирована при участии русских инженеров. Средства на ремонт, в сумме 15000 рублей, были взяты из подарка бухарского эмира Музаффара сделанного императору Александру III по случаю коронации в 1883 г.. Торжественное открытие отремонтированной Джума-мечети было совершено в июле 1888 г.
В советское время здесь располагались различные госорганизации: управление Министерства просвещения, другие госучреждения и даже кинотеатр.
Последняя реставрация мечети Ходжи Ахрара Вали была проведена в 1990-х годах. Здание признали аварийным и оно было полностью перестроено современными архитекторами, куб снесен, а вместо одного купола, теперь их стало три.
В 2003 году мечеть была заново отстроена на том же месте с применением современных методов строительства и отделки.

## Галерея

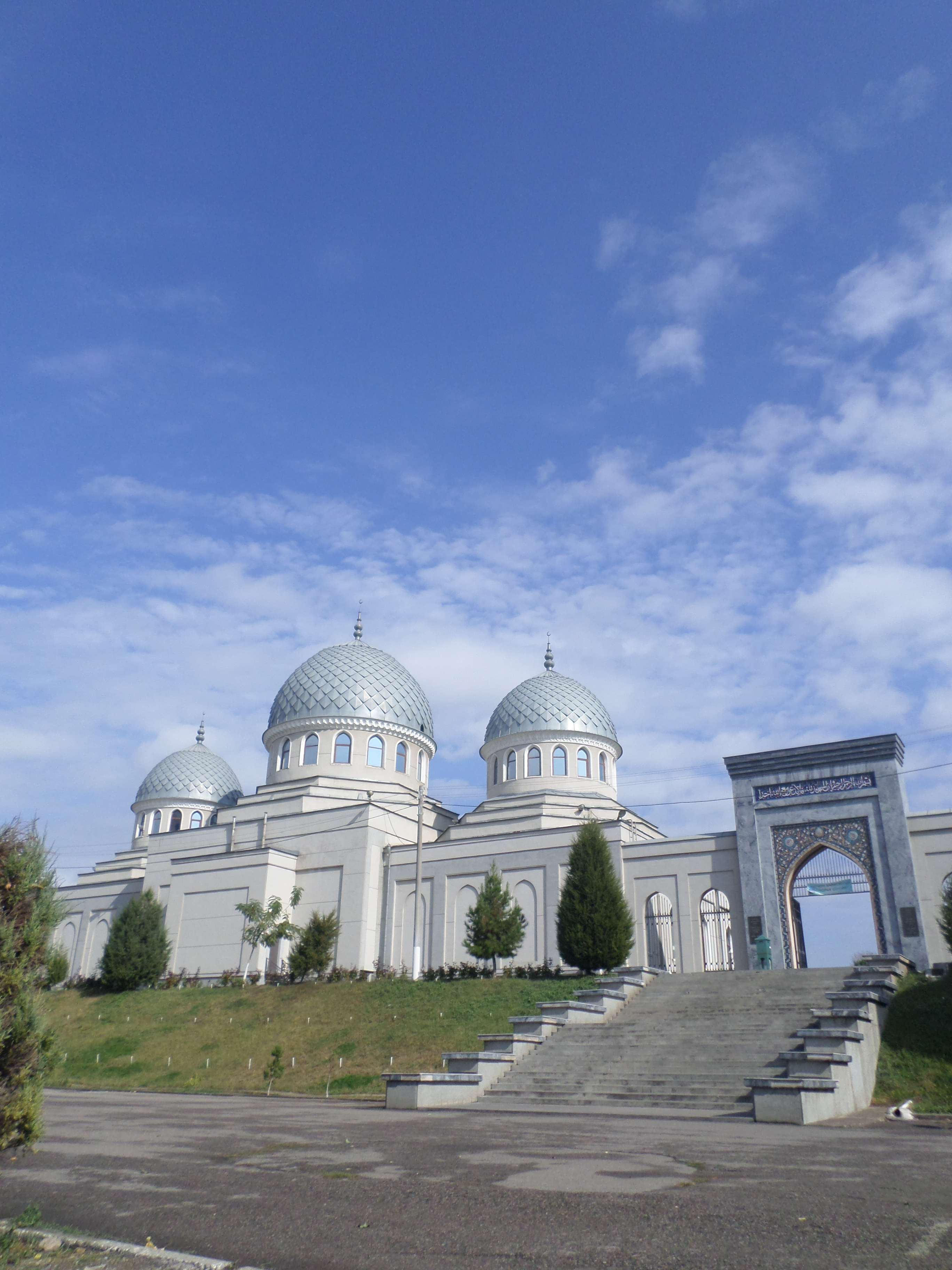